# Raquel Sampaio
Raquel Sampaio, (Maternidade Alfredo da Costa, Lisboa, 25 de setembro  de 1999)  é uma atriz e apresentadora de televisão portuguesa. 

## Biografia
Raquel Sampaio nasceu na Maternidade Alfredo da Costa, em Lisboa, no dia 25 de setembro de 1999. Apesar de nascida na capital, sempre viveu afastada da cidade como, Bobadela, Alverca do Ribatejo e Arruda dos Vinhos.
Aos 14 anos entra no mundo da moda, onde se destacou em diversos projetos. Em 2018, com 19 anos de idade ingressou na licenciatura de Engenharia Eletrónica de Telecomunicações e Computadores no ISEL - Instituto Superior de Engenharia de Lisboa. No mesmo ano participa num casting para a novela da SIC, Vidas Opostas onde acabou por entrar, interpretando a personagem Débora Trovão. Após a participação nesse projeto, continuou a ser aposta frequente do canal na área da ficção, entrando em novelas e séries como, Nazaré ou Lúcia, a Guardiã do Segredo. 
Em 2020 com a saída de Carolina Loureiro do programa da SIC, Fama Show, foi convidada por Daniel Oliveira (Diretor de Programas da SIC) para substituir a apresentadora, esta foi a estreia de Raquel na apresentação, mantendo-se ainda hoje no leque de apresentadora do magazine. 
Em 2021 ingressou na ACT - Escola de Atores no curso de Iniciação às Técnicas do Actor, e em 2022 rumou até Nova Iorque para realizar um curso de representação durante 3 meses. Estuda licenciatura em Comunicação Social e Cultural, na Faculdade de Ciências Humanas da Universidade Católica Portuguesa, desde 2023. 

## Filmografia

### Televisão
| Ano             | Projeto                     | Papel                 | Notas                                                         | Canal |
| --------------- | --------------------------- | --------------------- | ------------------------------------------------------------- | ----- |
| 2018 - 2019     | Vidas Opostas               | Débora Trovão         | Elenco Principal                                              | SIC   |
| 2019 - 2021     | Nazaré                      | Olívia Pereira        | Elenco Principal                                              | SIC   |
| 2020 - presente | Fama Show                   | Ela Própria           | Apresentadora                                                 | SIC   |
| 2021            | Patrões Fora                | Rebeca                | Elenco Adicional                                              | SIC   |
| 2022            | Estamos em Casa             | Ela Própria           | Apresentadora                                                 | SIC   |
| 2023            | Lúcia, a Guardiã do Segredo | Irmã Glória Fortunato | Elenco Principal (OPTO)                                       | SIC   |
| 2023 - 2024     | Os Eleitos                  | Liliana Barros        | Elenco Principal (OPTO)                                       | SIC   |
| 2024            | Rock in Rio Lisboa          | Ela Própria           | Apresentadora, ao lado de Carolina Patrocínio e Jorge Corrula | SIC   |